# Scuola di specializzazione per le professioni legali
Le Scuole di specializzazione per le professioni legali (SSPL), in Italia, sono delle particolari scuole di specializzazione post-universitarie di durata biennale. Rientrano nelle scuole di cui al DPR 10 marzo 1982 n. 162.

## Storia
Vennero istituite, presso le facoltà di giurisprudenza delle università italiane, ai sensi dall'art. 16 del decreto legislativo 17 novembre 1997 n. 398, emanato sulla base della legge 15 maggio 1997 n. 127, a partire dall'anno accademico 2001/2002, ispirate al modello delle scuole di magistratura tedesche.
Il decreto legge 3 ottobre 2006, n. 262 - convertito con modificazioni dalla legge 24 novembre 2006, n. 286 - ha sancito la biennalità delle Scuole anche per i laureati a seguito della riforma dei corsi di studio ex DM 509/1999.

## Requisiti per l'accesso
Per essere ammessi ad una delle scuole è necessario superare un pubblico concorso, bandito attraverso un decreto ministeriale emanato di concerto dal Ministero dell'istruzione, dell'università e della ricerca e Ministero della giustizia. Consiste in una prova scritta di cinquanta quesiti a risposta multipla, al pubblico concorso sono ammessi, esclusivamente, coloro i quali hanno conseguito il diploma di laurea in giurisprudenza della durata non inferiore a quattro anni nonché oloro che abbiano conseguito la laurea specialistica o magistrale in giurisprudenza.

## Piano formativo
Gli studenti specializzandi seguono un programma di preparazione teorica e pratica (500 ore di lezione frontale e tirocinio presso gli Uffici Giudiziari) di durata biennale.

## Sbocchi professionali
Contribuisce alla formazione di avvocati, notai e magistrati, riguardo ai sensi della legge 30 luglio 2007, n. 111 il diploma SSPL era titolo  per l'accesso al concorso per l'ingresso nella magistratura ordinaria; con l'entrata in vigore della legge 17 giugno 2022, n. 71, tale requisito non è più necessario tuttavia la sua frequentazione equivale ad un anno di praticantato per l'esame abilitante alle professioni di avvocato e notaio.

## Lista delle scuole
Le scuole sono presenti attualmente in numero 45 sedi sul territorio italiano. Attualmente sono presso:
| Regione (città)                                | Scuola | Tipo                 | Fondazione |
| ---------------------------------------------- | --- | -------------------- | ---------- |
| Abruzzo (Teramo)                               | Scuola di Specializzazione per le Professioni Legali, Università degli Studi di Teramo                                                                              | Pubblica             |            |
| Calabria (Catanzaro)                           | Scuola di Specializzazione per le Professioni Legali, Università degli Studi di Catanzaro                                                                           | Pubblica             |            |
| Calabria (Reggio Calabria)                     | Scuola di Specializzazione per le Professioni Legali, Università degli Studi "Mediterranea"                                                                         | Pubblica             |            |
| Calabria (Rende)                               | Scuola di Specializzazione per le Professioni Legali, Università della Calabria                                                                                     | Pubblica             | 2019       |
| Campania (Napoli)                              | Scuola di Specializzazione per le Professioni Legali, Università di Napoli Federico II                                                                              | Pubblica             |            |
| Campania (Napoli)                              | Scuola di Specializzazione per le Professioni Legali, Università di Napoli "Parthenope"                                                                             | Pubblica             |            |
| Campania (Napoli)                              | Scuola di Specializzazione per le Professioni Legali, Università Suor Orsola Benincasa                                                                              | Privata              |            |
| Campania (Fisciano - SA)                       | Scuola di Specializzazione per le Professioni Legali, Università degli Studi di Salerno                                                                             | Pubblica             |            |
| Campania (Santa Maria Capua Vetere - CE)       | Scuola di Specializzazione per le Professioni Legali, Università degli Studi della Campania "Luigi Vanvitelli"                                                      | Pubblica             |            |
| Emilia-Romagna (Bologna)                       | Scuola di Specializzazione per le Professioni Legali Enrico Redenti, Università di Bologna                                                                          | Pubblica             |            |
| Emilia-Romagna (Modena)                        | Scuola di Specializzazione per le Professioni Legali, Università di Modena e Reggio Emilia                                                                          | Pubblica             | 2001       |
| Emilia-Romagna (Parma)                         | Scuola di Specializzazione per le Professioni Legali, Università degli Studi di Parma                                                                               | Pubblica             | 2001       |
| Lazio (Roma)                                   | Scuola di Specializzazione per le Professioni Legali, LUMSA | Privata              | 2001       |
| Lazio (Roma)                                   | Scuola di Specializzazione per le Professioni Legali, Sapienza - Università di Roma                                                                                 | Pubblica             | 2001       |
| Lazio (Roma)                                   | Scuola di Specializzazione per le Professioni Legali, Università degli Studi Roma Tre                                                                               | Pubblica             | 2001       |
| Lazio (Roma)                                   | Scuola di Specializzazione per le Professioni Legali, Università di Roma "Tor Vergata"                                                                              | Pubblica             |            |
| Lazio (Roma)                                   | Scuola di Specializzazione per le Professioni Legali, Università "Guglielmo Marconi"                                                                                | Pubblica, Telematica | 2008       |
| Lazio (Roma)                                   | Scuola di Specializzazione per le Professioni Legali, Università degli Studi Niccolò Cusano                                                                         | Privata, Telematica  | 2013       |
| Lazio e Campania (Roma e Napoli)               | Scuola di Specializzazione per le Professioni Legali, Università telematica "Pegaso"                                                                                | Privata, Telematica  | 2019       |
| Lazio (Roma e Viterbo)                         | Scuola di Specializzazione per Professioni Legali, Link Campus e Università della Tuscia                                                                            | Pubblica/ Privata    | 2017       |
| Liguria (Genova)                               | Scuola di Specializzazione per le Professioni Legali, Università degli Studi di Genova                                                                              | Pubblica             |            |
| Lombardia (Brescia)                            | Scuola di Specializzazione per le Professioni Legali, Università degli Studi di Brescia                                                                             | Pubblica             | 2002       |
| Lombardia (Milano)                             | Scuola di Specializzazione per le Professioni Legali, Università degli Studi di Milano                                                                              | Pubblica             | 2001       |
| Lombardia (Milano)                             | Scuola di Specializzazione per le Professioni Legali, Università Cattolica del Sacro Cuore                                                                          | Privata              |            |
| Marche (Macerata)                              | Scuola di Specializzazione per le Professioni Legali, Università degli Studi di Macerata                                                                            | Pubblica             | 2001       |
| Marche (Urbino)                                | Scuola di Specializzazione per le Professioni Legali, Università degli Studi di Urbino                                                                              | Pubblica             | 2001       |
| Molise (Campobasso)                            | Scuola di Specializzazione per le Professioni Legali, Università degli Studi del Molise                                                                             | Pubblica             |            |
| Piemonte (Torino)                              | Scuola di Specializzazione per le Professioni Legali "Bruno Caccia e Fulvio Croce", Università di Torino                                                            | Pubblica             |            |
| Puglia (Bari)                                  | Scuola di Specializzazione per le Professioni Legali, Università degli Studi di Bari                                                                                | Pubblica             |            |
| Puglia (Gioia del Colle e Trani)               | Scuola di Specializzazione per le Professioni Legali, Lum Jean Monnet Bari-Casamassima                                                                              | Privata              | 2011       |
| Puglia (Lecce)                                 | Scuola di Specializzazione per le Professioni Legali "V. Aymone", Università del Salento                                                                            | Pubblica             |            |
| Sardegna (Cagliari)                            | Scuola di Specializzazione per le Professioni Legali, Università degli Studi di Cagliari                                                                            | Pubblica             |            |
| Sardegna (Sassari)                             | Scuola di Specializzazione per le Professioni Legali, Università degli Studi di Sassari                                                                             | Pubblica             |            |
| Sicilia (Catania)                              | Scuola di Specializzazione per le Professioni Legali, Università degli Studi di Catania                                                                             | Pubblica             |            |
| Sicilia (Enna)                                 | Scuola di Specializzazione per le Professioni Legali, Università Kore di Enna                                                                                       | Privata              | 2013       |
| Sicilia (Messina)                              | Scuola di Specializzazione per le Professioni Legali, Università degli Studi di Messina                                                                             | Pubblica             |            |
| Sicilia (Palermo)                              | Scuola di Specializzazione per le Professioni Legali, LUMSA | Privata              | 2001       |
| Sicilia (Palermo)                              | Scuola di Specializzazione per le Professioni Legali "Gioacchino Scaduto", Università degli Studi di Palermo                                                        | Pubblica             |            |
| Toscana (Firenze)                              | Scuola di Specializzazione per le Professioni Legali, Università degli Studi di Firenze                                                                             | Pubblica             | 2001       |
| Toscana (Pisa)                                 | Scuola di Specializzazione per le Professioni Legali, Università degli Studi di Pisa                                                                                | Pubblica             | 2001       |
| Toscana (Siena)                                | Scuola di Specializzazione per le Professioni Legali, Università degli Studi di Siena                                                                               | Pubblica             | 2001       |
| Trentino-Alto Adige e Veneto (Trento e Verona) | Scuola di Specializzazione per le Professioni Legali, Università degli Studi di Trento e Università degli Studi di Verona (istituita in convenzione tra i 2 atenei) | Pubblica             | 2001       |
| Umbria (Perugia)                               | Scuola di Specializzazione per le Professioni Legali "L. Migliorini", Università di Perugia                                                                         | Pubblica             | 2001       |
| Veneto (Padova)                                | Scuola di Specializzazione per le Professioni Legali, Università degli Studi di Padova                                                                              | Pubblica             | 2001       |

## Scuole non più attive
| Regione (città)            | Scuola | Tipo     | Fondazione | Disattivazione       |
| -------------------------- | --- | -------- | ---------- | -------------------- |
| Puglia (Foggia)            | Scuola di Specializzazione per le Professioni Legali, Università degli Studi di Foggia                                 | Pubblica |            | 2019                 |
| Lazio (Roma)               | Scuola di Specializzazione per le Professioni Legali, Libera università internazionale degli studi sociali Guido Carli | Privata  |            | per l'AA 2019 - 2020 |
| Lazio (Roma)               | Scuola di Specializzazione per le Professioni Legali, Università Europea di Roma                                       | Privata  | 2011       | per AA 2018 - 2020   |
| Lombardia (Milano - Pavia) | Scuola di Specializzazione per le Professioni Legali, Università degli Studi di Pavia, Università Bocconi              | Pubblica | 2001       | per AA 2023-2024     |